# إريك بلوم (لاعب هوكي جليد)
اريك بلوم هو لاعب هوكي جليد سويسري، ولد في 13 يونيو 1986 في Pfaffnau ‏ في سويسرا.

## وصلات خارجية
- الموقع الرسمي
- أريك بلوم على موقع EliteProspects.com (الإنجليزية)
- أريك بلوم على موقع Eurohockey.com (الإنجليزية)
- أريك بلوم على موقع HockeyDB.com (الإنجليزية)
- أريك بلوم على موقع أوليمبيديا (الإنجليزية)